# Egaleo (stacja metra)
Egaleo (gr: Αιγάλεω) – stacja metra ateńskiego na linii 3 (niebieskiej). Została otwarta 26 maja 2007. Znajduje się na terenie miasta Egaleo.